# Sărulești (okręg Buzău)
Sărulești – wieś w Rumunii, w okręgu Buzău, w gminie Sărulești. W 2011 roku liczyła 520 mieszkańców.